# G3 Live: Rockin' in the Free World
„G3 Live: Rockin' in the Free World“ е двоен концертен албум от проекта G3, записан на 21 октомври 2003 г., в The Uptown Theater, Канзас. В албума участват лидерът на проекта, Джо Сатриани, постоянният член Стив Вай и Ингви Малмстийн като гост. От същото турне е издадено DVD под името „G3: Live in Denver“, но то е с различно съдържание.

### Диск 1

#### Джо Сатриани
Всички песни са написани от Джо Сатриани.
1. „The Extremist“ – 3:51
2. „Crystal Planet“ – 4:41
3. „Always with Me, Always with You“ – 4:16
4. „Midnight“ – 3:05
5. „The Mystical Potato Head Groove Thing“ – 5:32

#### Стив Вай
Всички песни са написани от Стив Вай.
1. „You're Here“ – 3:33
2. „Reaping“ – 7:05
3. „Whispering a Prayer“ – 9:27

#### Ингви Малмстийн
Всички песни са написани от Ингви Малмстийн освен посочените.
1. „Blitzkrieg“ – 2:48
2. „Trilogy Suite Op. 5: The First Movement“ – 8:07
3. „Red House“ – 4:25 (Джими Хендрикс)
4. „Fugue“ – 3:37
5. „Finale“ – 2:54

### Диск 2

#### G3 джем
Всички песни са написани от Джими Хендрикс, освен посочените.
1. „Voodoo Child (Slight Return)“ – 10:46
2. „Little Wing“ – 6:08
3. „Rockin' in the Free World“ – 12:29 (Нийл Янг)

## Състав

### Джо Сатриани
- Джо Сатриани – китара, вокал
- Глен Хенсън – ритъм китара
- Мат Бизонте – бас
- Джеф Кампители – барабани

### Стив Вай
- Стив Вай – китара, вокал
- Дейв Уейнър – ритъм китара
- Били Шийн – бас
- Тони МакАлпин – клавишни, китара
- Джереми Колсън – барабани

### Ингви Малмстийн
- Ингви Малмстийн – китара
- Мик Кервино – бас
- Йок Свалберг – клавишни
- Патрик Юхансен – барабани

|  | Тази страница частично или изцяло представлява превод на страницата G3: Rockin' in the Free World в Уикипедия на английски. Оригиналният текст, както и този превод, са защитени от Лиценза „Криейтив Комънс – Признание – Споделяне на споделеното“, а за съдържание, създадено преди юни 2009 година – от Лиценза за свободна документация на ГНУ. Прегледайте историята на редакциите на оригиналната страница, както и на преводната страница, за да видите списъка на съавторите. ВАЖНО: Този шаблон се отнася единствено до авторските права върху съдържанието на статията. Добавянето му не отменя изискването да се посочват конкретни източници на твърденията, които да бъдат благонадеждни. |